# 南昌地铁3号线
南昌地铁3号线（官方文件正式名称：南昌市轨道交通3号线）是南昌市一条运营中的地铁线路，该线路规划大体呈反写的“7”字形，全长28.5km，南至银三角北站，北至京东大道站，将设车站22座，均为地下站。
2015年12月30日，南昌轨道交通3号线正式开工建设；于2020年12月26日建成通车试运营。

## 简介
3号线代表色为南昌轨道蓝■，是第一条通车到南昌县实际管辖区域内，并达到县城莲塘。
| 工期 | 区间               | 长度(公里) | 车站总数 | 配属车辆   | 车辆基地                       | 动工日期       | 启用日期       |
| ---- | ------------------ | ---------- | -------- | ---------- | ------------------------------ | -------------- | -------------- |
| 一期 | 银三角北－京东大道 | 28.6       | 22       | 32列/192辆 | 莲塘车辆段、高新停车场 (3号线) | 2015年12月30日 | 2020年12月26日 |

南昌市地铁3号线工程项目南起南昌县莲塘，经南昌县、城南片区、旧城中心区、城东片区，止于京东大道。全线共设22座车站，起点为南昌县境内的银三角北站，终点为青山湖区的京东大道站，线路全长28.5公里，全部采用地下敷设方式，平均站间距1.34公里，最大站间距2375米，为沥山站至振新大道站区间；最小站间距645米，为十字街站至绳金塔站区间。此外，南昌地铁3号线设莲塘车辆段位于银三角立交桥东南角、向塘北大道东侧、京九铁路西侧和铁路公安学校北侧的地块内；高新停车场位于高新大道东侧、高新五路西侧、火炬三路北侧和东元路南侧的地块内。

## 车辆
2020年1月20日，南昌地铁3号线首列车交接仪式在南昌举行；3号线将配车数32列（192辆）。
通车初期将上线20列车。

## 车站
| 南昌轨道交通3号线车站列表 | 南昌轨道交通3号线车站列表 | 南昌轨道交通3号线车站列表 | 南昌轨道交通3号线车站列表 | 南昌轨道交通3号线车站列表 | 南昌轨道交通3号线车站列表 | 南昌轨道交通3号线车站列表 | 南昌轨道交通3号线车站列表 | 南昌轨道交通3号线车站列表 |
| 工期                      | 车站名称                  | 里程 （km）               | 站距 （km）               | 站台类型                  | 换乘线路                  | 所在地区                  | 实际管辖                  | 启用日期                  |
| ------------------------- | ------------------------- | ------------------------- | ------------------------- | ------------------------- | ------------------------- | ------------------------- | ------------------------- | ------------------------- |
| 一期                      | 银三角北                  |                           |                           | 地下岛式                  | 不適用                    | 南昌县                    | 南昌县                    | 2020年12月26日            |
| 一期                      | 斗门                      |                           |                           | 地下岛式                  | 不適用                    | 南昌县                    | 南昌县                    | 2020年12月26日            |
| 一期                      | 柏岗                      |                           |                           | 地下岛式                  | 不適用                    | 南昌县                    | 南昌县                    | 2020年12月26日            |
| 一期                      | 沥山                      |                           |                           | 地下岛式                  | 不適用                    | 南昌县                    | 南昌县                    | 2020年12月26日            |
| 一期                      | 复兴大道东                |                           |                           | 地下岛式                  | 不適用                    | 南昌县                    | 南昌县                    | 2020年12月26日            |
| 一期                      | 邓埠                      |                           |                           | 地下岛式                  | 不適用                    | 南昌县                    | 南昌县                    | 2020年12月26日            |
| 一期                      | 八大山人                  |                           |                           | 地下岛式                  | 不適用                    | 青云谱区                  | 青云谱区                  | 2020年12月26日            |
| 一期                      | 施尧                      |                           |                           | 地下岛式                  | 不適用                    | 青云谱区                  | 青云谱区                  | 2020年12月26日            |
| 一期                      | 江铃                      |                           |                           | 地下岛式                  | █ 5号线(規劃中)           | 青云谱区                  | 青云谱区                  | 2020年12月26日            |
| 一期                      | 京家山                    |                           |                           | 地下岛式                  | 不適用                    | 青云谱区                  | 青云谱区                  | 2020年12月26日            |
| 一期                      | 十字街                    |                           |                           | 地下岛式                  | 不適用                    | 青云谱区                  | 青云谱区                  | 2020年12月26日            |
| 一期                      | 绳金塔                    |                           |                           | 地下岛式                  | █ 4号线                   | 西湖区                    | 西湖区                    | 2020年12月26日            |
| 一期                      | 六眼井                    |                           |                           | 地下岛式                  | 不適用                    | 西湖区                    | 西湖区                    | 2020年12月26日            |
| 一期                      | 八一馆                    |                           |                           | 地下岛式                  | █ 1号线                   | 西湖区                    | 西湖区                    | 2020年12月26日            |
| 一期                      | 墩子塘                    |                           |                           | 地下岛式                  | 不適用                    | 东湖区                    | 东湖区                    | 2020年12月26日            |
| 一期                      | 青山路口                  |                           |                           | 地下岛式                  | █ 2号线                   | 东湖区                    | 东湖区                    | 2020年12月26日            |
| 一期                      | 上沙沟                    |                           |                           | 地下岛式                  | █ 4号线                   | 东湖区                    | 东湖区                    | 2020年12月26日            |
| 一期                      | 青山湖西                  |                           |                           | 地下岛式                  | 不適用                    | 东湖区                    | 东湖区                    | 2020年12月26日            |
| 一期                      | 国威路                    |                           |                           | 地下岛式                  | 不適用                    | 青山湖区                  | 青山湖区                  | 2020年12月26日            |
| 一期                      | 火炬广场                  |                           |                           | 地下岛式                  | 不適用                    | 青山湖区                  | 高新区                    | 2020年12月26日            |
| 一期                      | 梁万                      |                           |                           | 地下岛式                  | 不適用                    | 青山湖区                  | 高新区                    | 2020年12月26日            |
| 一期                      | 京东大道                  |                           |                           | 地下岛式                  | 不適用                    | 青山湖区                  | 高新区                    | 2020年12月26日            |

## 运营

### 时刻表
通车初期首班车6：00，末班车22：30，和1/2号线保持一致。

### 客流
2020年12月26日通车首日客流11.08万人次。

## 附属设施

### 车辆段
一期将设两个车辆段，分别是莲塘定修段和高新停车场。

### 控制中心
控制中心设一个在地铁大厦站。

### 主变电所
在青山路口站设35KV开关站并共享2号线共用塘子河主变电站，在阳光路站近设置花博园主变电站。

### 人防系统
地下区间段的隧道和车站将具备人防系统。

### 屏蔽门
3号线屏蔽门为方大智源科技。

## 历史
- 2008年9月15日开始公示5条线路的规划中包括3号线[25][26][27]。
- 2009年7月29日确认3号线将计划与2020年前建成[28]。
- 2013年4月市政府表示将3号线的建设计划提前[29][30]。
- 2013年5月底政府规划第二轮地铁建设的三个方案，三个方案都将建设3号线[31][32][33]
- 2013年6月1日待审批的《南昌市城市快速轨道交通建设规划（2014-2020）》中明确了3号线一期的走向，计划最快于2014年下半年进入土建阶段，于2018年12月通车，同时局部调整了莲塘段线路走向，调整了青山湖至京东大道段线路走向[34]。
- 2013年8月15日确认3号线一期长度由27.2公里曾为28.5公里，变动是由于北边的终点由青山湖北向东到艾溪湖西北处[35]
- 2014年1月23日3、4号线优化调整规划批前公示，3号线和4号线进行较大调整，3号线青山路口站以北段成为4号线部分，3号线在此设二七北路站与之换乘后向东经过青山湖后承接原4号线东段[36][37]。
- 2014年1月26日的2014-2020建设规划显示3号线将设年限从2014年到2019年[38]。
- 2014年3月10日公布的社会稳定风险评估公众参与公示显示线路长26.5千米，其中高架线7.3千米，地下线19.2千米，设站22座[39]。
- 2014年3月21日公布的“南昌市城市快速轨道交通建设规划（2014-2020）环评”显示3号线详细走向[40]。
- 2014年6月24日3号线工程初步勘察及详细勘察一、二标开始段招标[41]。
- 2014年7月4日南昌轨道交通集团有限公司启动3号线以及4号线建设期间的路面交通疏导解方案咨询项目[42]。
- 2014年9月3日线工程设计项目已获批准建设[43]，开始相关招标。

- 2014年10月29日《南昌市轨道交通3号线工程项目环境影响评价第一次公示信息》确认之前曾经计划在南昌县境内的高架改为地下，这意味着3号线工程全线地下敷设，但是和上次总体规划相比少了一站，长27.8km[44]，确认建设路站取消。[45][46]
- 2014年12月19日《南昌市轨道交通3号线工程环境影响评价第二次公示信息》全长28.3km，21站[47]
- 2015年5月19日南昌市对《南昌市轨道交通3号线工程可行性研究报告》进行评估，为22站，全长28.5km，全地下[48]。
- 2015年7月20日《南昌市轨道交通3号线工程环境影响评价文件拟受理情况的公示》，环评确认取消建设路站并南延新增一站[49]
- 2015年8月4日《关于南昌市轨道交通3号线工程规划选址的批前公示》[50][51]
- 2015年8月10日南昌市轨道交通3号线工程环评影响报告书拟批准公示[52]
- 2015年8月27日江西省环境保护厅关于南昌市轨道交通3号线工程环境影响报告书的批复[53][54]
- 2015年9月9日《南昌市轨道交通3号线工程社会稳定风险评价公示》[55][56]
- 2015年9月9日南昌市轨道交通3号线工程社会稳定风险评价公示[55]
- 2015年9月14日南昌轨道交通集团有限公司办理南昌市轨道交通3号线工程（20个站点、2个场站）《建设用地规划许可证》公示[57][58]。
- 2015年9月16日江西省发展改革委批复南昌市轨道交通3号线工程可行性研究报告[59][60][61]
- 2015年10月江西省发展和改革委员会日前正式批复了南昌市轨道交通3号线工程初步设计[62]
- 2015年11月17日南昌市轨道交通3号线工程土建施工01~08合同段招标公告[63]
- 2015年12月30日正式进行开工建设[5][6]。
- 2016年10月22日获174亿元银团贷款[64]。
- 2019年3月8日PPP项目开标，确认由中铁电气化局集团有限公司、广州地铁集团有限公司、国睿科技股份有限公司、中铁民通（北京）投资有限公司四家单位负责该线28年的运营、维护、更新。[65][66]
- 2019年12月30日全线洞通；[67]
- 2020年5月15日全线轨通；[68]5月31日全线电通；[69]11月1日开始进行20天的跑图测试。[70]
- 2020年10月21日南昌市交通运输局公布了《南昌市轨道交通3号线公交配套衔接方案》公示。[71]
- 2020年12月26日建成通车试运营[7][8][9][10]。

## 未来发展
2008年在最初的规划中3号线计划东起瑶湖北，南至莲塘，包括远期将长达31km；当时该线远景规划建设一条支线从英雄大桥东侧过江到扬子洲后二次过江到蒋巷镇，不过后续的规划所有线路的远景支线都不在出现。
- 东延：根据2012年底的山江湖综合开发战略确认3号线将以穿越瑶湖的方式延伸到瑶湖东侧（这一段后来调整为4号线）[72]；2018年9月30日公示的《艾溪湖隧道工程交通详细规划》确认车辆隧道下方有规划公共廊道[73]，随后11月4日公示该项目由南昌轨道交通集团有限公司来负责建设[74]。2024年8月5日，南昌地铁第三期建设规划发布公众意见征询稿，提到3号线东延起自京东大道站，止于创新二路站，全长3.1km，设站2座，均为地下站。[75]